# Vila Nova do Bananal
Vila Nova do Bananal é um distrito do município brasileiro de Baixo Guandu, no interior do estado do Espírito Santo. Segundo o censo demográfico de 2022, realizado pelo Instituto Brasileiro de Geografia e Estatística (IBGE), sua população era de 1 076 habitantes e havia 390 domicílios particulares permanentes ocupados. Foi criado pela lei estadual nº 1.952 de 13 de janeiro de 1964.
De acordo com o IBGE, em 2010 a população era de 1 164 habitantes e havia 511 domicílios particulares.